# Craspedoderus
Craspedoderus is een kevergeslacht uit de familie van de boktorren (Cerambycidae). De wetenschappelijke naam van het geslacht werd voor het eerst geldig gepubliceerd in 1864 door Thomson.

## Soorten
Craspedoderus is monotypisch en omvat slechts de volgende soort:
- Craspedoderus dilaticollis Thomson, 1864